# Sibyl Buck
Sibyl Buck (Versailles, 27 mei 1972) is een Amerikaans model.
Bucks moeder verhuisde naar het Amerikaanse Virginia toen ze zes weken oud was. Ze begon haar modellencarrière in 1992 en werkte voor onder andere Yves Saint Laurent, Chanel, Jean-Paul Gaultier en Alexander McQueen. In het begin van haar carrière had ze een conservatief uiterlijk met lang donkerbruin haar. Ze werd vooral bekend met felrood geverfd haar, piercings (onder andere septum- en tongpiercing) en punk/grunge-look. Ze had een tijd een kaalgeschoren hoofd.
In 1997 speelde ze de secretaresse van Jean-Baptiste Emanuel Zorg in de Franse sciencefictionfilm The Fifth Element van Luc Besson. Nadat ze in 1998 stopte als model werd ze moeder en begon ze een muziekcarrière.